# 리머런스
리머런스(영어: limerence)는 1977년에 심리학자 도로시 테노브가 묘사한 심리상태로, 본인 의지와 관계없이 다른 사람에 대한 낭만적인 끌림, 격렬한 감정에 휩싸여 다른 사람의 호응을 받고 싶은 상태를 뜻하는 신조어다.

## 역사
테노브는 1960년대 중반에 사랑을 주제로 대상자 500명을 면담한 결과를, 1979년 책 《사랑과 리머런스: 사랑에 빠진 경험》으로 출판했다.
애착 이론에서는 “가장 격정적으로 감정이 북받치는 시기는 애착 관계가 형성, 유지, 붕괴 또는 재생되는 동안”이라고 강조한다.
리머런스 상태란 애착이 형성되는 동안 “성적 자극 동기의 의식적인 경험”, 인간적인 정서적 유대의 “강력한...짝 형성 단계” 동안 “성적 자극 동기에 대한 주관적인 경험의 한 종류” 로 가정했다.

## 특징
리머런스란 개념은 사랑의 영역에 대한 의미를 세밀하게 분할하여, 사랑의 근원에 대한 과학적 접근을 할 수 있게 했다.
리머런스는 연애와 비슷한데, 서로 사로잡힌 감정에 대한 욕망으로 상대방에 대한 끓어 오르는 감정과 그 느낌에 대한 인지로 생각된다.
테노브에 따르면, ‘성적인 이끌림이 리머런스의 중요 요소다… ‘리머런스하다’(영어: limerent 리머런트[*])는 것은 성 상대로서의 필수 조건이다.’